# 皇家獸醫學院
皇家兽医学院（英語：Royal Veterinary College）是伦敦大学的一个直属学院，也是联合医院的成员。皇家兽医学院成立于1791年，是英国最古老和最大的兽医学校。